# جيرهارد كونراد (دبلوماسي)
جيرهارد كونراد (بالألمانية: Gerhard Conrad) (و. 1954  م) هو دبلوماسي، وضابط استخبارات ألماني. وأحد أبرز خبراء جهاز الاستخبارات في شؤون العالم العربي. يجيد اللغة العربية، وكان رئيس مكتب جهاز الاستخبارات الخارجية الألماني في دمشق من عام ١٩٩٨ إلى عام ٢٠٠٢. يحمل دكتوراه في الدراسات الإسلامية. تعمل زوجته أيضًا عميلة في جهاز الاستخبارات الخارجية الألماني.

## جوائز
حصل على جوائز منها:

وسام الصليب من رتبة استحقاق من جمهورية ألمانيا الاتحادية